# Lekkoatletyka na Letnich Igrzyskach Paraolimpijskich 2012 – 800 metrów T52 mężczyzn
W biegu na 800 metrów kl. T52 mężczyzn podczas Letnich Igrzysk Paraolimpijskich 2012 rywalizowało ze sobą 8 zawodników. W konkursie udział wzięli sportowcy z uszkodzonym rdzeniem kręgowym, posiadający minimalną kontrolę nad tułowiem oraz nogami bądź tej kontroli pozbawieni.

## Wyniki

### Finał
| Poz. | Zawodnik                       | Narodowość        | Rezultat | Uwagi |
| ---- | ------------------------------ | ----------------- | -------- | ----- |
| 1    | Raymond Martin                 | Stany Zjednoczone | 2:00,34  |       |
| 2    | Tomoya Ito                     | Japonia           | 2:00,62  |       |
| 3    | Leonardo De Jesus Perez Juarez | Meksyk            | 2:01,18  |       |
| 4    | Toshihiro Takada               | Japonia           | 2:02,64  |       |
| 5    | Thomas Geierspichler           | Austria           | 2:05,35  |       |
| 6    | Cristian Torres                | Kolumbia          | 2:09,45  |       |
| 7    | Hirokazu Ueyonabaru            | Japonia           | 2:11,05  |       |
| 8    | Josh Roberts                   | Stany Zjednoczone | 2:18,57  |       |